# Demetrio Túpac Yupanqui Martínez
Demetrio Túpac Yupanqui Martínez, mitunter auch auf Quechua transkribiert Demetrio Tupah Yupanki (* 22. Dezember 1923 in Cusco, Peru; † 29. April 2018 in Lima), war ein peruanischer Professor für Quechua, Übersetzer und Journalist. Er fand in Peru besondere Beachtung für seine Übersetzung des Don Quijote ins Cusco-Quechua.

## Leben
Demetrio Tupah Yupanki wuchs in San Jerónimo in der Provinz Cusco auf, einem traditionellen Wohnsitz des Inka-Adels, und lernte in seiner Familie Quechua. Mit 14 Jahren kam er an das Seminar San Antonio Abad in Cusco, wo er Theologie, Philosophie, Latein, Griechisch und seine Muttersprache Quechua studierte. Er entschloss sich jedoch schließlich, nicht Priester zu werden, sondern ging nach Lima, um dort zunächst an der Pontificia Universidad Católica del Perú Philosophie und sodann an der Universidad Nacional Mayor de San Marcos Jura zu studieren.
Er arbeitete nach dem Studium als Journalist für die Tageszeitung La Prensa und begann, Quechua-Kurse zu geben. 1955 nahm er an einer ethnologischen Expedition unter Óscar Núñez del Prado Castro in die Quechua-Dorfgemeinde Q'ero teil. Für seinen Quechua-Unterricht eröffnete er später auch eine eigene Sprachschule, Yachay Wasi und gab Kurse in den USA. In den 1980er und 1990er Jahren schrieb er zudem wöchentlich eine zweisprachige Kolumne in der Sonntagsausgabe von El Comercio.
Im November 2005 wurde der erste Teil seiner Quechua-Übersetzung des "Don Quijote de la Mancha" von Miguel de Cervantes Saavedra unter dem Titel Yachay sapa wiraqucha dun Qvixote Manchamantan veröffentlicht; 2015 vollendete Tupah Yupanki im Alter von 91 Jahren schließlich den zweiten Teil des nunmehr in Gänze ins Quechua übersetzten Werkes.

## Familie
Demetrio Túpac Yupanquis Vater Octavio Túpac Yupanqui Herrera war Schneider, sein Großvater Justino Maler von Altaren für Prozessionen. Die Angehörigen der Familie Túpac Yupanqui in San Jerónimo trugen während der Prozessionen an Fronleichnam die Standarte und bestimmten den Rhythmus der Prozession.
Der väterliche Familienname (apellido) besteht aus zwei Wörtern und ist der Name eines Inka, Tupah Yupanki, während sein mütterlicher Martínez lautet. Demetrio Tupah Yupanki hatte dreizehn Kinder, von denen zwölf bei seinem Tod im April 2018 noch lebten, außerdem 35 Enkel und acht Urenkel.

## Werke
- Donald Frederick Solá, Demetrio Túpac Yupanqui Martínez (1975): Runa Simita Yachay: Gramática Quechua al alcance de todos. Avanzada, 1961. 120 Seiten.
- Demetrio Túpac Yupanqui (1961): Hablemos Quechua. La Academia de Quechua Yachay Wasi, 1976.
- Donald F. Solá, Demetrio Túpac Yupanqui (1976): Drama Ollantay: el rigor de un padre y la generosidad de un rey: Códice de Santo Domingo comparado con otras versiones. Academia de Quechua Yachay Wasi, 1976. 114 Seiten.

### Übersetzung aus dem Spanischen
- Miguel de Cervantes Saavedra: Yachay sapa wiraqucha dun Quixote Manchamantan [Ingenioso hidalgo Don Quixote da la Mancha]. Übersetzung aus dem Spanischen von Demetrio Túpac Yupanqui.  Asociación de Artistas Populares de Sarhua. Empresa Editora El Comercio, 2005. 379 Seiten.